# Extrakapsulární extrakce
Extrakapsulární extrakce (ECCE) je v současnosti[kdy?] překonaná metoda operace katarakty – šedého zákalu u lidí i zvířat, která se již v rozvinutých zemích prakticky neprovádí. V ČR se používá jen u cca 0,01% operací šedého zákalu. Zbylých 99,9% operací se provádí metodou fakoemulzifikace pomocí ultrazvuku nebo femtosekundového laseru.

## Princip operace
ECCE se provádí až na výjimky ambulantně a její obtížnost pro pacienta (nikoli pro operatéra) je srovnatelná se zhotovením větší zubní výplně. Vzhledem k dokonalé anestetizaci očí (zpravidla neinjekčně – kapkami) je prakticky bezbolestná. Odstranění zkaleného jádra čočky je dnes jediný způsob, jak trvale odstranit a vyléčit kataraktu a vrátit pacientovi ubývající či ztracený zrak. ECCE spočívá v odstranění kataraktického jádra čočky při zachování předního i zadního čočkového pouzdra, které kataraktou nebývá zpravidla postiženo. Do uvolněného prostoru je možno implantovat buď ihned či kdykoli později standardní nitrooční (intraokulární) čočku a plně tak nahradit optickou mohutnost původní zakalené čočky. Jediné, co nelze obnovit, je akomodace původní čočky. Po operaci je nová čočka zaostřena zpravidla do dálky a na blízko pacient nosí brýle se spojkami do +4D. Možné je ale i nastavení opačné, kdy novou čočku nastavíme na blízko a pacient nosí do dálky brýle do −4D. V obou případech jsou optické mohutnosti nových brýlí hraniční, silnějších brýlí není třeba.
Před vlastní operací se provádí biometrie oka spočívající v pečlivém změření původní optické mohutnosti oka a vlastní optické mohutnosti kataraktické čočky. Podle ní se „vyrobí“ nová čočka doslova na míru. Mohutnost lidské čočky je zpravidla přes +20D, krátkozrací lidé ji mohou (nemusí) mít větší, dalekozrací naopak menší. Z uvedeného vyplývá, že při ECCE se dá odstranit a vykorigovat zároveň i refrakční vada, kterou pacient původně měl.

## Historie zákroku
Historie ECCE je velice stará, sahá až do Francie na konec 18. století, kdy oftalmolog Daviel provedl první operaci tohoto typu. Jednalo se o poměrně radikální výkon, spočívající v odstranění čočkového jádra a částečného zachování pouzdra.
Dnes se provede po miniaturním řezu či spíše vpichu fakoemulzifikace (rozdrcení) kataraktické čočky ultrazvukem a následné odsání. Poté se podle materiálu nové čočky provede řez k jejímu zasunutí do pouzdra a následná fixace do definitivní polohy. Vše probíhá pod speciálním operačním mikroskopem, při maximální přesnosti a naprosté sterilitě.
Implantaci čočky při ECCE poprvé provedl anglický oftalmolog Harold Ridley v roce 1949, kdy použil plexisklo jako materiál, který lidský organismus snáší a neodhojuje. Přesto se však ECCE s implantací čočky stala u nás standardem až na počátku 90. let. Postupně se tato metoda vyvíjela dále, zdokonalovaly se materiály i operační technika. 